# Tarányi József
Tarányi József (Budapest, 1912. március 21. – Debrecen, 1964. február 21.) magyar olimpikon, nehéz- és félnehézsúlyú, kötött- és szabadfogású birkózó.

## Élete és pályafutása
9 évesen kezdett el sportolni, péknek tanult. A Magyar Testnevelési Egyesület (MTE) tagjaként 17 évesen kezdett el versenyezni. 1938-ban Debrecenbe költözött, a Járműjavítóban vállalt munkát. Ugyanebben az évben megnősült, és a DVSC birkózója lett.
Hazai eredményeit országos és városi bajnokságokon szerezte, a háború előtt és után.
Külföldi eredményeit a következő országokban érte el (időrendi sorrendben[forrás?]): Lappföld, Norvégia, Finnország, Svédország, Írország, Jugoszlávia, Németország, Ausztria, Anglia.
1964. február 21-én hunyt el Debrecenben. Sírja a debreceni temetőben található.

## Eredményei
1929:
- MTE 2. hely

1930:
- Magyarország ifjúsági bajnoka

1931:
- Magyarország bajnoka
- Cegléd város bajnoka

1932:
- Magyarország bajnoka
- Szelky Ottó-emlékverseny 1. hely
- MTK 1. hely
- Magyar Atlétikai Club 3. hely

1933:
- TSC 1. hely
- MAC 1. hely
- Szabadfogású bajnok
- II. oszt. csapatbajnokság 1. hely

1934:
- I. oszt. csapatbajnokság
- Budapest-bajnokság 3. hely

1936:
- Ausztria–Magyarország bajnokság

1937:
- Kerületi bajnok (súlyemelés)
- Házi bajnokság, Budapest, 1. hely
- Nóránd E.V. 1. hely
- Kerületi szenior bajnok
- Budapest szabadfogású bajnoka

1938:
- Legjobb vidéki birkózó
- Kerületi szabadfogású bajnok
- Dorog bajnoksága 3. hely

1948:
- 5. helyezés a londoni olimpián (félnehézsúly, kötöttfogás)